# 薩摩亞水雞
薩摩亞水雞（Gallinula pacifica）是薩摩亞薩瓦伊島一種特有的秧雞。牠們不能飛，並且可能已經滅絕。由於牠們擁有一種較適應陸地生活及半夜間的習性，故此牠們可能應屬於Pareudiastes 屬，但這卻未得到證實。牠們薩摩亞語的名稱「puna'e」意為「那跳起的」，可能是與牠們在懼怕時會跳起有關。

## 描述
薩摩亞水雞長約25厘米。頭部、頸部及胸部呈深藍色，臀部及尾巴差不多完全呈黑色。上身呈深橄欖色，有綠色光澤。喙及前盔呈黃至橙紅色。眼睛及雙腳呈紅色。

## 生態
薩摩亞水雞可能是夜間活動的，故其眼睛很大。牠們棲息在原始山地森林。牠們在地上及葉堆中找獵物，主要吃昆蟲及其他細小無脊椎動物。曾有飼養的薩摩亞水雞因吃了植物而病倒。有指牠們的巢是以乾草造成，並築在地上，但當地人卻指牠們是居住在洞穴中。

## 滅絕
薩摩亞水雞是由John Stanislaw Kubary於1869年發現，並於1873年在挑戰者號科學考察中採集標本。現時存有10或11個標本。
薩摩亞水雞約於1870年代或1907年滅絕，是因被入侵物種，如大家鼠及野貓掠食所致。另外，牠們亦很美味，並且被捕獵作為食物。但是亦有未確認的報告指於1984年及2003年見到牠們。

## 外部連結
- BirdLife International: Possible sighting of long lost rail （页面存档备份，存于）
- BirdLife Species Factsheet （页面存档备份，存于）
- 薩摩亞水雞的立體圖